# Annette Hohn
Annette Hohn (* 22. November 1966 in Schwerin als Annette Drews) ist eine ehemalige  Ruderin aus der Deutschen Demokratischen Republik, die 1992 für Deutschland eine olympische Bronzemedaille gewann.
Annette Drews war 1986 und 1987 DDR-Meisterin im Achter geworden. Bei den Olympischen Spielen 1988 war sie Ersatzfrau der DDR-Mannschaft. 1989 gewann sie, nun als Annette Hohn startend, erneut die DDR-Meisterschaft im Achter, bei der Weltmeisterschaft belegte sie mit dem DDR-Boot den zweiten Platz. 1990 gewann sie ihren vierten DDR-Meistertitel, beim letzten Auftritt der DDR-Rudernationalmannschaft bei der Weltmeisterschaft 1990 in Tasmanien gewann sie Bronze mit dem Achter.
Nach der Wende firmierte ihr Verein von SC Dynamo Berlin um in SC Berlin. Sie gewann ihren ersten gesamtdeutschen Meistertitel im Achter in einer Renngemeinschaft mit Ruderinnen aus Dortmund, Essen und Osnabrück. Nachdem der deutsche Frauenachter bei der Weltmeisterschaft 1991 nur den fünften Platz belegt hatte, wechselte Annette Hohn 1992 in den Vierer ohne Steuerfrau und gewann in dieser Bootsklasse erneut den deutschen Meistertitel. Bei den Olympischen Spielen 1992 belegte die Besatzung Antje Frank, Gabriele Mehl, Birte Siech mit Annette Hohn am Schlag den dritten Platz hinter den Booten aus Kanada und den USA.
Für den Gewinn der Bronzemedaille 1992 erhielt sie am 23. Juni 1993 das Silberne Lorbeerblatt.